# イエンビン県
イエンビン県（イエンビンけん、ベトナム語：Huyện Yên Bình / 縣安平?）は、ベトナム社会主義共和国イエンバイ省の県。面積は773km²、人口は103,776人（2009年）である。

## 行政区画
2市鎮24社を管轄する。